# Lagochilus

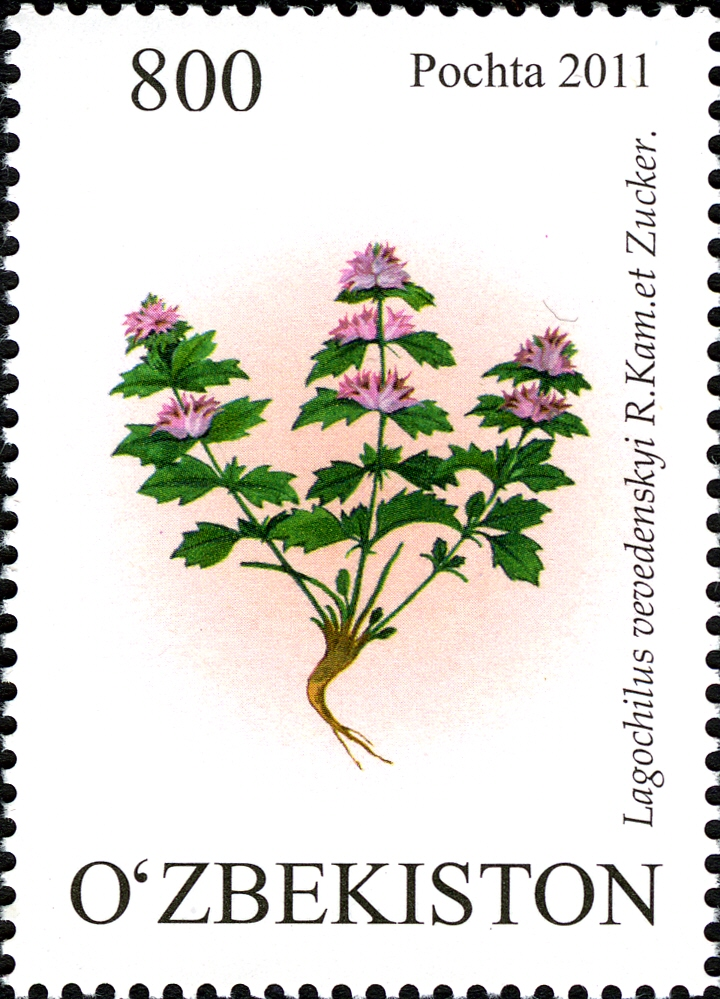
Espécie Lagochilus vvedenskyi representada num selo uzbeque de 2011

Lagochilus  é um gênero botânico da família Lamiaceae

## Espécies
Formado por 60 espécies:
Lagochilus acutilobus Lagochilus affinis Lagochilus altaicus
Lagochilus alutaceus Lagochilus androssowii Lagochilus aucheri
Lagochilus balchanicus Lagochilus botschantzevii Lagochilus brachyacanthus
Lagochilus bungei Lagochilus cabulicus Lagochilus chingii
Lagochilus cuneatus Lagochilus diacanthophyllus Lagochilus drobovii
Lagochilus glaberrimus Lagochilus grandiflorus Lagochilus gypsaceus
Lagochilus hindukushi Lagochilus hirsutissimus Lagochilus hirsutus
Lagochilus hirtus Lagochilus hispidus Lagochilus ilicifolius
Lagochilus iliensis Lagochilus inebrians Lagochilus insignis
Lagochilus intermedius Lagochilus kaschgaricus Lagochilus keminensis
Lagochilus knorringianus Lagochilus kotschyanus Lagochilus kschtutensis
Lagochilus lanatonodus Lagochilus lasiocalyx Lagochilus leiacanthus
Lagochilus longidentatus Lagochilus macracanthus Lagochilus macrodontus
Lagochilus nevskii Lagochilus nuristanicus Lagochilus obliquus
Lagochilus occultiflorus Lagochilus olgae Lagochilus paulsenii
Lagochilus platyacanthus Lagochilus platycalyx Lagochilus pubescens
Lagochilus pulcher Lagochilus pungens Lagochilus quadridentatus
Lagochilus schugnanicus Lagochilus seravschanicus Lagochilus setulosus
Lagochilus subhispidus Lagochilus taukumensis Lagochilus tianschanicus
Lagochilus turkestanicus Lagochilus usunachmaticus Lagochilus vvedenskyi
Lagochilus xianjiangensis

## Nome e referências
Lagochilus Bunge ex Bentham, 1834